# 3 Ring Circus
Trei arene de circ  (titlul original: în engleză 3 Ring Circus) este un film de comedie american din 1954 regizat de Joseph Pevney. În rolurile principale joacă actorii Dean Martin și Jerry Lewis.

## Distribuție
- Dean Martin: Peter "Pete" Nelson
- Jerry Lewis: Jerome F. "Jerry" Hotchkiss
- Joanne Dru: Jill Brent
- Zsa Zsa Gabor: Saadia
- Wallace Ford: Sam Morley
- Sig Ruman: Colonel Fritz Schlitz, Lion Tamer
- Gene Sheldon: Puffo the Clown
- Nick Cravat: Timmy
- Elsa Lanchester: The Bearded Lady